# Taylorgletsjer
De Taylorgletsjer is een ongeveer 54 kilometer lange gletsjer op Antarctica. De gletsjer stroomt van het plateau van Victorialand naar het westen van de Taylorvallei, ten  noorden van de Kukriheuvels en ten zuiden van de Asgard Range. Het middenstuk van de gletsjer grenst ten noorden aan de Inland Forts en ten zuiden aan de Beaconvallei.
De gletsjer werd voor het eerst ontdekt door de Discovery-expeditie (1901-04). Destijds werd gedacht dat de gletsjer onderdeel was van de Ferrargletsjer. In 1910 ontdekte de Terra Nova-expeditie dat het om een andere gletsjer ging. Deze werd nadien door Robert F. Scott vernoemd naar Griffith Taylor, geoloog en leider van de expeditie.
Aan de voet van de Taylorgletsjer ontspringt de bloedwaterval. Onder de gletsjer bevindt zich een zoutwaterbron met daarin een uniek ecosysteem van microben. Mede hierdoor is de gletsjer reeds onderzocht door onder andere de University of California - Berkeley en de Universiteit van Texas in Austin.